# Господа Головлёвы
«Господа́ Головлёвы» — роман М. Е. Салтыкова-Щедрина, написанный в 1875—1880 годах. Изначально замысел автора был ограничен созданием отдельных рассказов, входящих в сатирический цикл «Благонамеренные речи» и публиковавшихся на страницах журнала «Отечественные записки»; в первых очерках Иудушка Головлёв выглядел второстепенным персонажем, образ которого начал развиваться по мере работы над семейной хроникой.
В виде отдельной книги роман впервые опубликован в 1880 году.

## Основные персонажи
- Арина Петровна Головлёва — женщина лет шестидесяти (в начале романа), помещица, единовластно управляющая большим имением. Имеет мужа — человека «легкомысленного и пьяненького» — и четверых детей.
- Владимир Михайлович Головлёв — муж Арины Петровны. Называет жену «ведьмой» и «чёртом». Живёт праздно, занимается сочинением «вольных стихов».
- Степан Владимирович Головлёв (он же Стёпка-балбес) — старший сын Арины Петровны. Окончил университет; работал в канцеляриях и департаментах, однако на чиновничьей стезе не преуспел. Арина Петровна приобрела для него дом в Москве, который Степан быстро прокутил. Оставшись в возрасте «около сорока лет» без денег, решил вернуться в Головлёво.
- Анна Владимировна Головлёва (Уланова) — дочь Арины Петровны. Сбежала с гусаром, обвенчалась с ним без родительского благословения. Через два года корнет пропал. После смерти Анны Владимировны остались девочки-близнецы Аннинька и Любинька. Малюток Арина Петровна забрала к себе, пристроив во флигеле.
- Порфирий Владимирович Головлёв (он же Иудушка) — сын Арины Петровны. С детства отличался стремлением приласкаться к матери, выразить ей свою преданность. Женат (в начале романа), имеет сыновей Владимира и Петра.
- Павел Владимирович Головлёв — сын Арины Петровны. Холост. Молчалив, апатичен. Склонен к выпивке.
- Анна Семёновна и Любовь Семёновна Улановы (Аннинька и Любинька) — дочери Анны Владимировны. После смерти матери воспитывались в доме Арины Петровны; повзрослев, стали актрисами.
- Евпраксеюшка — молодая экономка в головлевской усадьбе, мать Володьки — третьего сына Иудушки.

## Сюжет
Владелица обширного имения Арина Петровна Головлёва узнала, что московский дом старшего сына Степана продан за долги на аукционе. Это известие возмутило барыню; чтобы решить судьбу непутёвого отпрыска, Арина Петровна решила собрать семейный совет с участием младших сыновей, которым было приказано немедленно прибыть в Головлёво.
На совете, напоминающем суд, Арина Петровна сообщила, что намерена отдать Степану вологодскую деревеньку. Однако после речей Порфирия Владимировича о том, что деревня будет промотана, барыня отменила собственный вердикт и оставила Степана в головлёвской усадьбе.
Старшему сыну была выделена холодная контора, в которой он сидел безвылазно. Вся его одежда состояла из отцовских заношенных туфель и его же старого халата; заботы матери сводились к тому, чтобы «постылый не умер с голоду». В один из дней Степан исчез. Беглеца нашли в полубесчувственном состоянии, вернули домой. С этого момента он начал угасать и зимой скончался.
Прошло десять лет. Некогда властная и самоуверенная Арина Петровна превратилась в приживалку в доме младшего сына. Муж её умер; имение барыня разделила, оставив Порфирию лучшую часть, а Павлу — ту, что похуже. Павел Владимирович, приняв у себя в Дубровине мать вместе с сиротами-племянницами, поставил условие: на его половину не ходить, в хозяйственные дела (которыми заправляла ключница Улита) не вмешиваться. Сам же Павел из-за склонности к выпивке скоро занемог. Узнав, что дни брата сочтены, в Дубровино немедленно выехал Порфирий Владимирович с сыновьями. Во время последнего разговора с Иудушкой умирающий Павел напомнил, что брат пустил мать по миру, назвал его кровопийцей и прогнал.
После смерти Павла Иудушка стал владельцем дубровинского имения. Не желая оставаться рядом со средним сыном, Арина Петровна вместе с внучками перебралась в их деревню Погорелку. Вскоре Аннинька и Любинька объявили, что не хотят жить в сельской местности, и уехали сначала в Москву, а затем в Харьков, где «поступили на сцену в театр». От одиночества Арина Петровна стала время от времени ездить в Головлёво и навещать Иудушку, который «вдруг перестал быть ненавистным».
Сам Порфирий Владимирович с годами потускнел, полинял. Его сын Владимир покончил с собой; со вторым сыном, Петром, Иудушка изредка обменивался письмами. Когда же Пётр приехал в Головлёво, чтобы попросить взаймы 3000 рублей (он проиграл казённые деньги), то получил отказ. Для Арины Петровны, оказавшейся свидетельницей разговора отца и сына, это событие стало потрясением — она прокляла Иудушку и через месяц умерла в Погорелке. Следом ушёл из жизни Пётр, не добравшийся после суда до места ссылки.
Последним убежищем Иудушки стал кабинет, откуда он выходил всё реже и реже. Единственным его собеседником стала Аннинька, приехавшая после самоубийства сестры в Головлёво. Они стали выпивать вместе. В одну из мартовских ночей Порфирий Владимирович покинул дом и отправился на погост, чтобы навестить могилу матери. Окоченевший труп барина нашли неподалёку от деревни, где была похоронена Арина Петровна. Аннинька умерла от горячки. Имение унаследовали дальние родственники.

## История создания и публикации

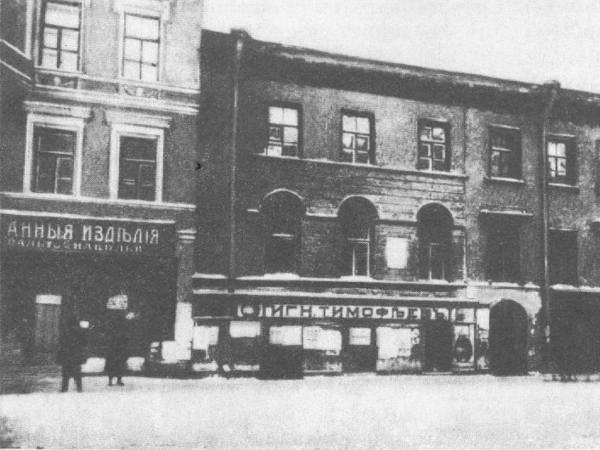
Петербург. Дом на Литейном, где размещалась редакция журнала «Отечественные записки»

Рассказ «Семейный суд», ставший впоследствии первой главой романа, был написан Салтыковым-Щедриным в 1875 году. Появление рассказа в октябрьском номере журнала «Отечественные записки» (публикация шла в рамках сатирического цикла «Благонамеренные речи») получило доброжелательные отклики; так, Иван Тургенев отозвался на него письмом, в котором отметил точность нарисованных образов и поинтересовался, отчего бы автору не продолжить развитие темы:
Она так хороша, что невольно рождает мысль, отчего Салтыков вместо очерков не напишет крупного романа? <…> «Семейный суд» мне очень понравился, и я с нетерпением ожидаю продолжения — описания подвигов «Иудушки».
Рекомендация Тургенева была услышана: в декабрьском номере «Отечественных записок» (1875) печатается следующий рассказ о жизни Головлёвых «По-родственному», а через три месяца там же публикуются «Семейные итоги». К весне 1876 года становится понятно, что хроника жизни Головлёвых приобретает черты самостоятельного произведения. Однако собирать созданные главы в отдельную книгу автор не торопится: он чувствует её «внутреннюю незавершённость». Лишь в 1880 году, после написания финального эпизода, повествующего о смерти Порфирия Владимировича, Салтыков-Щедрин решил издать роман «Господа Головлёвы» (ранее объявленное название «Эпизоды из жизни одного семейства» было отклонено автором).
Готовя рассказы к объединению в книгу, Салтыков-Щедрин отредактировал некоторые из них и произвёл замены в названиях отдельных глав; очерк «Выморочный» был основательно переработан.
| Название рассказа в журнале                        | Журнальная публикация             | Издания 1880, 1883             |
| Благонамеренные речи. XIII. Семейный суд           | Отечественные записки, 1875, № 10 | Семейный суд                   |
| Благонамеренные речи. XVII. По-родственному        | Отечественные записки, 1875, № 12 | По-родственному                |
| Благонамеренные речи. XVIII. Семейные итоги        | Отечественные записки, 1876, № 3  | Семейные итоги                 |
| Благонамеренные речи. Перед выморочностью          | Отечественные записки, 1876, № 5  | Племяннушка                    |
| Выморочный                                         | Отечественные записки, 1876, № 8  | Выморочный                     |
| Семейные радости                                   | Отечественные записки, 1876, № 12 | Недозволенные семейные радости |
| Решение (Последний эпизод из головлёвской хроники) | Отечественные записки, 1880, № 5  | Расчёт                         |

## Герои и прототипы
Семья была дикая и нервная, отношения между членами её отличались какой-то звериной жестокостью, чуждой всяких тёплых родственных сторон; об этих отношениях можно отчасти судить по повести "Семейство Головлёвых", где Салтыков воспроизвёл некоторые типы своих родственников.

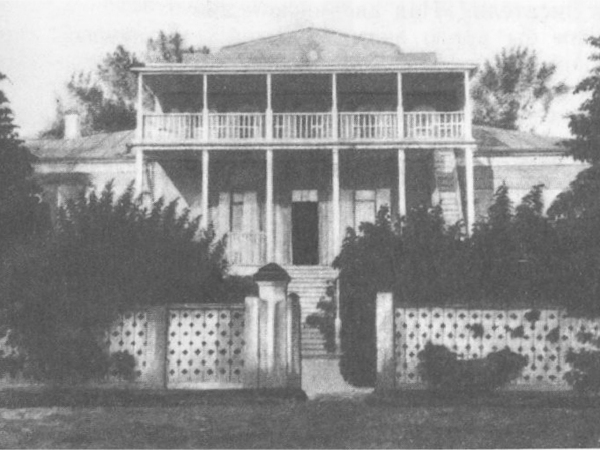
Дом, где родился М. Е. Салтыков-Щедрин (имение в селе Спас-Угол)

Салтыков-Щедрин вышел на историю Головлёвых после собственных жизненных переживаний. Первая же глава романа, по словам литературоведа Сергея Макашина, оказалась «наиболее насыщена автобиографическими реминисценциями». Так, вкладываемое в уста Арины Петровны сочетание «постылые дети» связано с воспоминаниями автора о своей семье, в которой существовало деление на «любимчиков» и «постылых».
В образе Арины Петровны запечатлены черты матери Салтыкова-Щедрина Ольги Михайловны — женщины властной, не терпящей непослушания. Повествование о том, как головлёвская помещица делала первые шаги на ниве обогащения, во многом повторяет ситуацию из биографии Ольги Михайловны, которая приобрела в 1829 году часть ярославской вотчины.
В 1872—1874 годах писатель оказался втянутым в тяжбу о наследстве с собственным старшим братом Дмитрием Евграфовичем; в одном из писем Салтыков-Щедрин отозвался о нём как о человеке, способном делать «мелкие пакости». Черты Дмитрия явственно проступают в «портрете» Порфирия Владимировича; автор, не скрывая имени «прототипа», писал в ноябре 1875 года: «Это я его в конце Иудушки изобразил». Исследователи полагают, что даже лексика Иудушки, его склонность к пустословию — не что иное, как «спародированная речь Дмитрия Евграфовича».
Писательница Авдотья Панаева вспоминала, что во время встреч с Салтыковым-Щедриным в Петербурге в 1863 году писатель раздражённо отзывался о провинциальной жизни, превращающей «людей в вяленых судаков», а своего брата называл Иудушкой. Те же самые характеристики были впоследствии даны персонажам романа «Господа Головлёвы».
Позже автор вернётся к своему семейству в своём последнем романе «Пошехонская старина». В нём изображение семьи Салтыковых более автобиографично и реалистично.

## Анализ

### Художественные особенности
Джеймс Вуд называет Щедрина предшественником Кнута Гамсуна и модернистов:
Чем ближе Щедрин приближается к Порфирию, тем более непознаваемым он становится. В этом смысле Порфирий — модернистский прототип: персонаж, лишенный аудитории, отчуждённый актёр. Лицемер, который не знает, что он один, и которому некому сказать, что он один — что-то вроде революционного персонажа, поскольку у него нет «истинного» познаваемого «я», «постоянного» эго... На рубеже XIX и XX веков Кнут Гамсун, писатель, находящийся под сильным влиянием Достоевского и русского романа, изобрёл новый тип персонажей: безумные герои его романов «Голод» и «Мистерии» ходят повсюду и рассказывают о самих себе ложные изобличающие истории и фальшивят, хотя у них нет на то ясной причины... Таким образом, видна линия от Достоевского через Щедрина до Гамсуна.

### Характеры членов семьи
Арина Петровна живёт как будто для семьи. Однако её заботы о близких — видимость; все устремления фактической главы семейства сосредоточены вокруг «фантастической погони за „благоприобретением“». В конце жизни Арина Петровна сама приходит к пониманию, что «служила призракам» — нет у неё ни семьи, ради которой она «одних казнила, других награждала», ни собственности. При этом она, по утверждению Дмитрия Быкова, выглядит в романе едва ли не единственным здравым человеком:
И у всех на лице словно застыло то выражение, с которым умирающая Арина Петровна смотрела в пространство, «словно она старалась что-то понять и не понимала».
Степан Владимирович обречён на гибель уже в момент прибытия в родительский дом: первое, что он увидел, ступив на родную землю, — это погост; в сознании персонажа проступает понимание, что «от Головлёва веет смертью». Отдельных причин для гибели Степана много: это и предательство Иудушки, и жестокосердие Арины Петровны, и равнодушие брата Павла. Будучи от природы человеком одарённым, Степан имел «характер рабский, повадливый до буффонства, не знающий меры и лишённый всякой предусмотрительности». Отмечая, что старший сын семьи Головлёвых «не оказывал ни малейшего позыва к труду», автор прямо указывает на господский склад жизни как «главный источник гибели Степана». Рассказывая о жизни Степана в Головлёве, Салтыков-Щедрин показывает «процесс постепенного омертвления жизни». Персонаж ещё живёт, но в тексте романа уже появляются элементы иного мира — так, глаза Степана в какой-то момент становятся «неподвижными», «стеклянными».

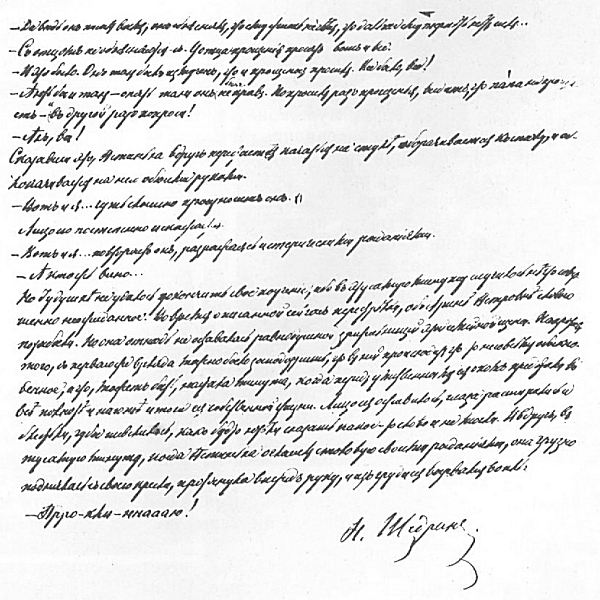
Салтыков-Щедрин. Страница рукописи романа «Господа Головлёвы»

Порфирий Владимирович с первых страниц романа «аттестован» как «Иудушка», «кровопивушка», «откровенный мальчик», любящий «приласкаться к маменьке и слегка понаушничать». При раскрытии образа этого персонажа Салтыков-Щедрин, по замечанию литературоведа Дмитрия Николаева, использует «зоологические» сравнения и сопоставления. Так, навещая умирающего брата, Иудушка уподобляется пауку, который «пошёл паутину ткать». Павел боится Порфирия, потому что голос его «заползал в душу, словно змей». Диагноз, поставленный автором Иудушке, литературовед Валерий Прозоров назвал «полным нравственным окостенением».
По мере развития действия Салтыков-Щедрин всё реже применяет по отношению к герою слово «Иудушка»; из речи персонажа постепенно исчезают те «приторно-ласкательные обороты», которые использовались Порфирием Владимировичем в первых главах романа. Чем дальше, тем отчётливее проступает тема тотального одиночества, которое в итоге толкает героя на «сознательную смерть».
Финал романа расценивается исследователями творчества Салтыкова-Щедрина как некое загадочное действо, «не поддающееся поверхностным расшифровкам». На последних страницах автор открывает «в смрадной, гаснущей жизни Иудушки такие поступки, что резко очерченный тип стяжателя и пустослова воспринимается по-настоящему трагически».
Я бы отнёс к сильнейшим страницам мировой литературы финал романа, в котором Иудушка вдруг уходит из дома метельной мартовской ночью и замерзает, не дойдя до погоста.
Павел Владимирович характеризуется автором как человек, «лишённый поступков». Он не делал ни зла, ни добра, никого не обижал и никому не помогал, огрызался против матери и одновременно боялся её. В отличие от Иудушки, он не обладал «мастерством плетения словес»; и в устной речи, и в письмах был «краток до резкости и вдобавок ко всему косноязычен». Его существование — это грёзы наяву, тот «морок, что опустился на всех» представителей семьи Головлёвых.

### Образ поместья
Исследователи сравнивают образ головлёвской усадьбы с помещичьими владениями в произведениях других писателей. Образ тургеневской усадьбы, как правило, «овеян поэзией природы и искусства». В описании гончаровских усадеб превалирует «патриархальная мудрость». Усадьбы в изображении Льва Толстого — это в основном «здоровая сельская жизнь».
Головлёвская усадьба иная — она «несёт запах тлена, разорения жизни». Когда Степан Владимирович (первая глава) направляется в село, он, несмотря на голод и безденежье, бодр; в нём чувствуется желание жить. Едва дорога выходит к родному селу — Стёпка-балбес сникает; Головлёво воспринимается им как конец пути: «дальше идти уже некуда», «теперь всё кончено».
Создав картину опустошения помещичье-усадебной жизни <...>, Щедрин заполнил пробел, который оставили, при всём собственном критицизме в его изображениях, Тургенев и Толстой.

## Критика
Первые отзывы современников Салтыков-Щедрин начал получать задолго до окончания романа. Поэт Алексей Жемчужников осенью 1876 года в письме автору сообщал, что его Иудушка — «это лучшее из созданий», и отмечал соединение в образе Порфирия Владимировича «почти смехотворного комизма с глубоким трагизмом». Писатель Иван Гончаров, пытаясь в декабре 1876 года предсказать дальнейшее развитие образа Иудушки, предположил, что персонаж «потеряет всё нажитое, перейдёт в курную избу и умрёт на навозной куче».
Выход романа отдельной книгой вызвал поток рецензий, авторы которых отмечали достойную работу писателя: «Вся читающая Россия с глубоким интересом прочла это выходящее из ряду вон по своим достоинствам сочинение Щедрина». Газеты и журналы 1880-х годов, анализируя роман, давали характеристики персонажам. Так, автор «Современных известий» назвал Арину Петровну и Иудушку «замечательными типами», которые Салтыков-Щедрин разработал «до малейших деталей». В аналитических разборах звучали мысли о том, что Порфирий Владимирович должен был «прийти к тяжёлому сознанию, покаравшему его».
В нашей литературе, в среде вполне русских культурных типов, каковы Чичиков, Ноздрёв, Собакевич, Коробочка, Простаков, Плюшкин и пр., недоставало только этого самого Иудушки, и г. Щедрин вполне удачно восполнил этот важный пробел.
Часть откликов была посвящена финалу романа. Писатель Константин Арсеньев, отметив, что в заключительных главах автор сумел отыскать в Иудушке «человеческую черту», пришёл к выводу, что «немного найдётся страниц более мрачных, чем конец головлёвской эпопеи».
Известный «писатель нравов» Александр Эртель в повести «Карьера Струкова» (1895) словами главного персонажа высказывает суждение, что на двух зна́ковых романах русской литературы строятся разные эпохи существования страны. И если в середине XIX века «...была Россия мёртвых душ, гоголевская Россия», то теперь, в конце XIX века — уже господствует «щедринская Россия и господа Головлёвы сто́ят Чичиковых».
В этюде, посвящённом творчеству Салтыкова-Щедрина (1913), критик и эссеист Юлий Айхенвальд назвал «Господ Головлёвых» замечательной хроникой, в которой благодаря личному опыту автора изображены «в родственном сближении, элементы официальный и обывательский», жизнь целой страны через преломление отдельных биографий. Как результат, в романе о семье помещиков Салтыков-Щедрин сумел показать «то юридическое крепостничество, из которого только и могло здесь же вырасти крепостничество психологическое, надолго отравившее собою всю Россию».
Классик американской литературы Теодор Драйзер, ознакомившийся с «Господами Головлёвыми» в 1939 году, признался, что после прочтения романа он увидел в Салтыкове-Щедрине «не только выдающегося писателя своего народа, но фигуру мирового значения».

## Адаптации
Первую попытку инсценировать роман сделал драматург Николай Куликов сразу после выхода отдельной книги. Спектакль «Господа Головлёвы», показанный в Москве поздней осенью 1880 года, вызвал немало откликов. Писатель Пётр Боборыкин в рецензии не только признал, что хроника семьи Головлёвых — это самое глубокое и беспощадное произведение Салтыкова-Щедрина, но и с сожалением констатировал, что при переносе действа на театральные подмостки из романа были исключены «поразительные финальные сцены».
Роман был неоднократно экранизирован. В 1933 году режиссёр Александр Ивановский снял на «Ленфильме» картину «Иудушка Головлёв» (в роли Порфирия Владимировича — Владимир Гардин); в 2010-м киноверсию создала режиссёр Александра Ерофеева.